# Orazio Sanminiato
Orazio Sanminiato (Lucca, ... – Chieti, 29 gennaio 1592) è stato un arcivescovo cattolico italiano.

## Biografia
Di nobile famiglia lucchese, ottenne il dottorato in utroque iure e intraprese la carriera ecclesiastica: a Lucca fu canonico della collegiata di San Michele e priore della chiesa di Sant'Alessandro.
Grazie al cardinale Giovanni Battista Castrucci, suo concittadino, ottenne un canonicato nel capitolo vaticano; il 20 marzo 1591 Castrucci rinunciò in suo favore al governo dell'arcidiocesi di Chieti e il 5 aprile successivo Sanminiato ricevette il pallio dei metropoliti.
Compì una visita pastorale dell'intera diocesi ma morì dopo pochi mesi di episcopato, il 29 gennaio 1592. Gli succedette il cugino Matteo.